# Реккаред I
Реккаред I (559 або 559 , Севілья  — 21 грудня 601 , Толедо ) — король вестготів у 586—601 роках.
Посів на трон після смерті батька Леовігільда. У 589—590 роках придушив заколот дукса Аргімунда.
Вів війни з франками за Септиманію, ввів християнство як панівну релігію замість аріанства.
На III Толедському соборі підтримав рішення проти юдеїв.